# Aligot de Harris
L'aligot de Harris (Parabuteo unicinctus) és un ocell rapinyaire de la família dels accipítrids (Accipitridae). Es troba en zones semiàrides o amb pocs arbres del continent americà. El seu estat de conservació es considera de risc mínim.
De mida mitjana, anteriorment se'l considerava l'únic membre del gènere Parabuteo, que literalment significa "semblant a Buteo".

## Descripció física
El seu plomatge és d'un color marró fosc menys al final de la cua, que és blanca. Tot i així, exhibeixen una gran varietat de fases de color i les aus immadures són força diferents a les adultes. Té una longitud de 60 cm i una envergadura alar d'1,2 metres. Pesa al voltant dels 900 gr.

## Hàbitat i distribució
L'aligot de Harris habita en zones poc arbrades i semi-desèrtiques, així com en pantans (amb alguns arbres), incloent-hi els manglars de l'Amèrica del Sud. Se'l pot trobar des del sud-oest dels Estats Units fins al sud de Xile i al centre de l'Argentina.

## Comportament
Tot i que la majoria de rapinyaires són solitaris, aquest és sociable. Viu en grups familiars i fins i tot cacen junts en grups d'entre 2 i 6 individus. La cria dels polls també es duu a terme en grup. En estat salvatge s'alimenta principalment de petits rosegadors i rèptils, però dins la pràctica de la falconeria pot caçar fins a conills i faisans.
Actualment, l'aligot de Harris gaudeix d'una gran popularitat dins la falconeria gràcies al seu caràcter sociable i a la seua intel·ligència. La seva perfecta adaptabilitat als nous entorns ha fet que sigui criat en captivitat en diversos centres d'arreu del món. En moltes ciutats europees s'utilitza per a espantar coloms i estornells, i en molts aeroports per espantar els ocells que posen en perill els avions (i la seva tripulació) durant els aterratges i els enlairaments.

## Subespècies
Es reconeixen dues subespècies de Parabuteo unicinctus:
- Parabuteo unicinctus harrisi - Del sud-oest dels Estats Units al vessant pacífic de Colòmbia, Equador i el Perú.
- Parabuteo unicinctus unicinctus - Del sud del Perú, nord de l'Argentina i gran part del territori de Xile.

## Galeria d'imatges

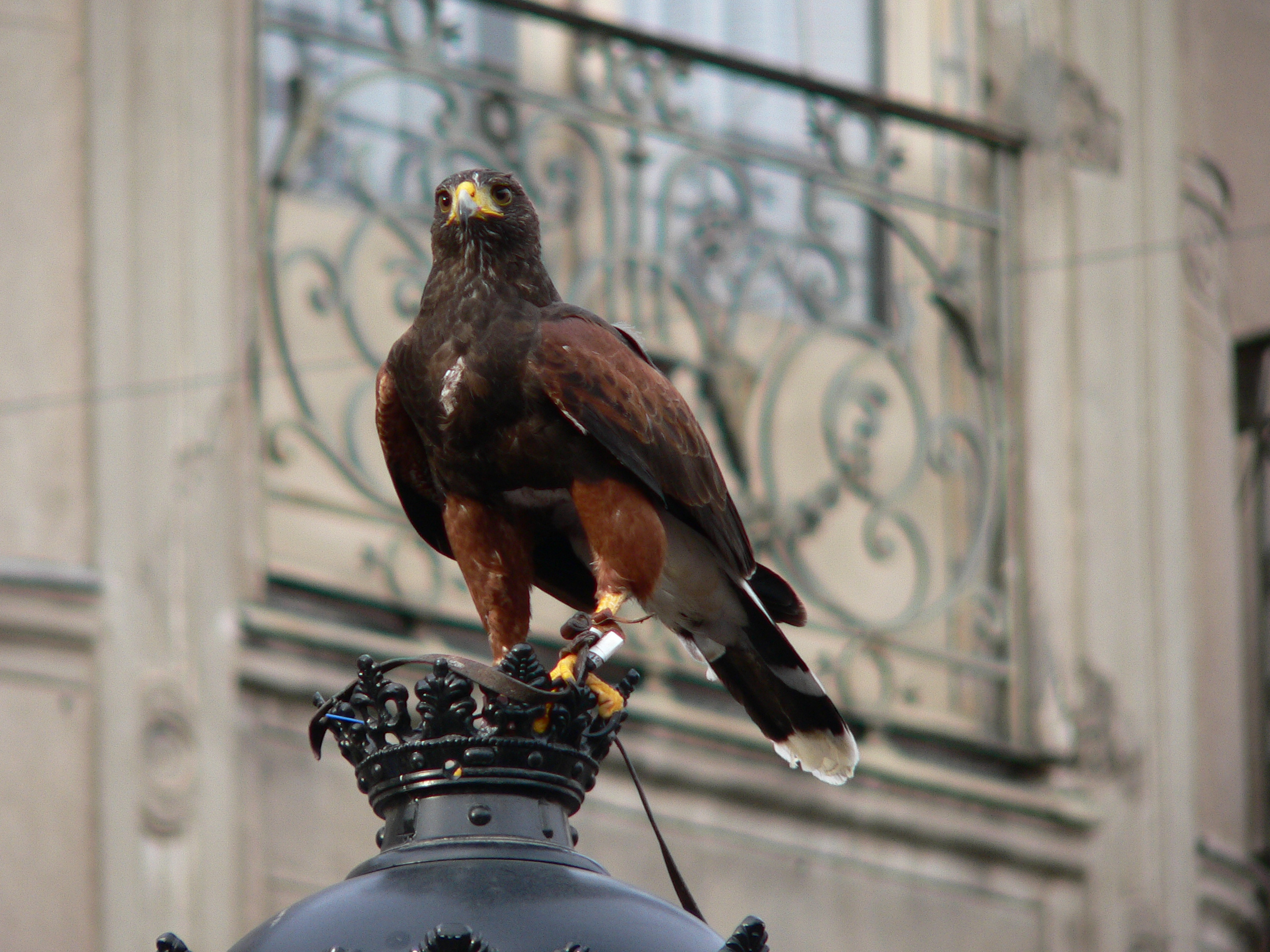
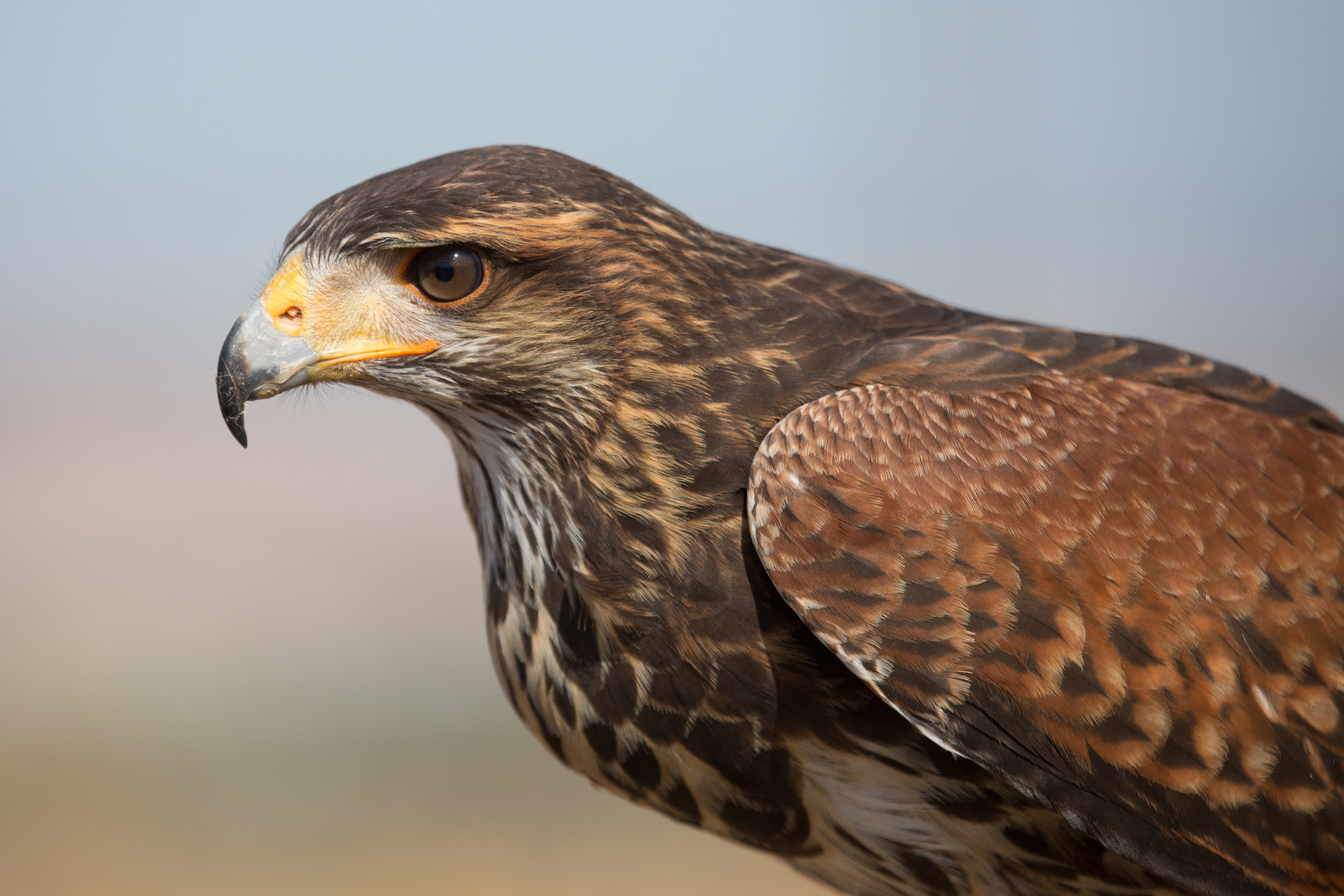
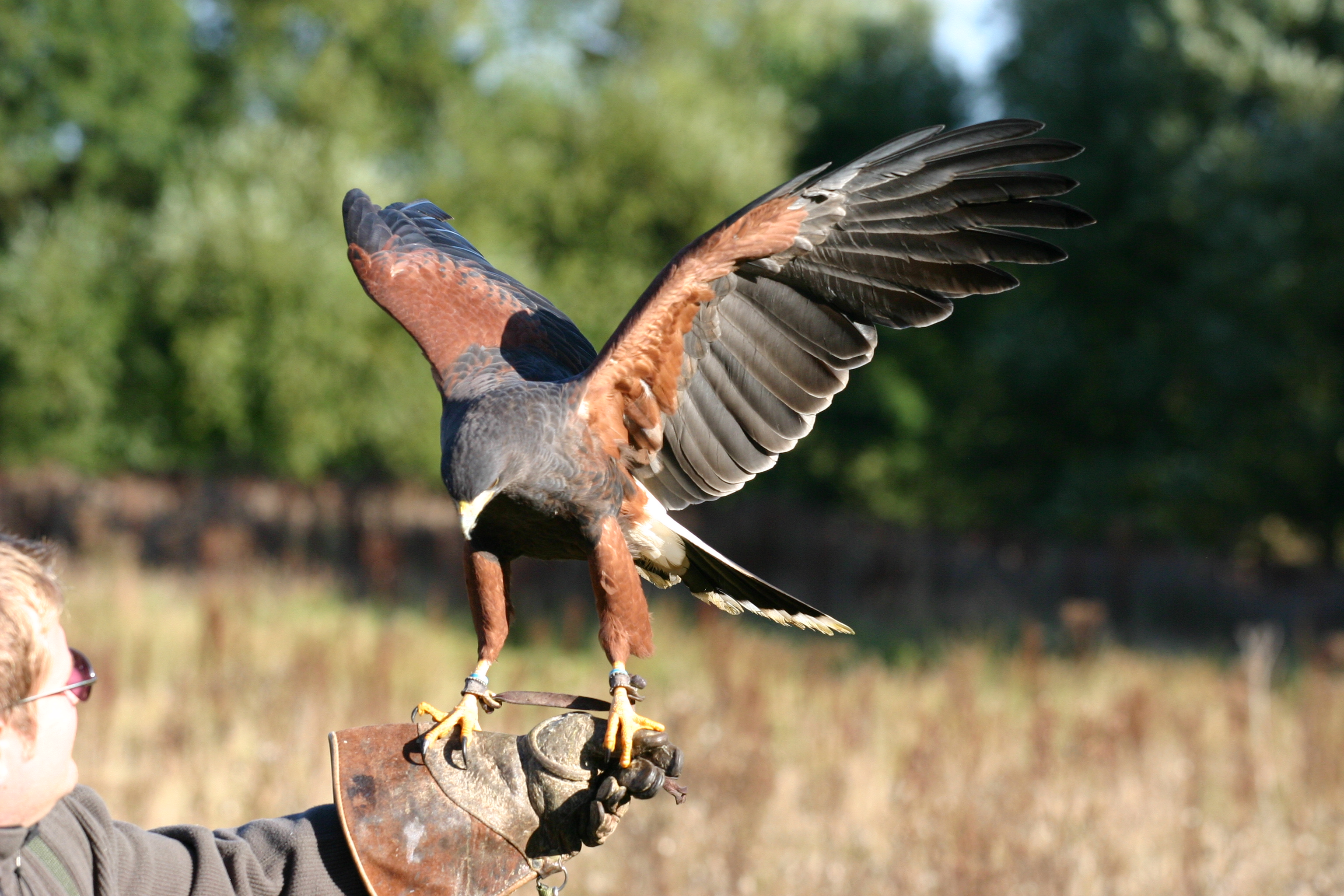
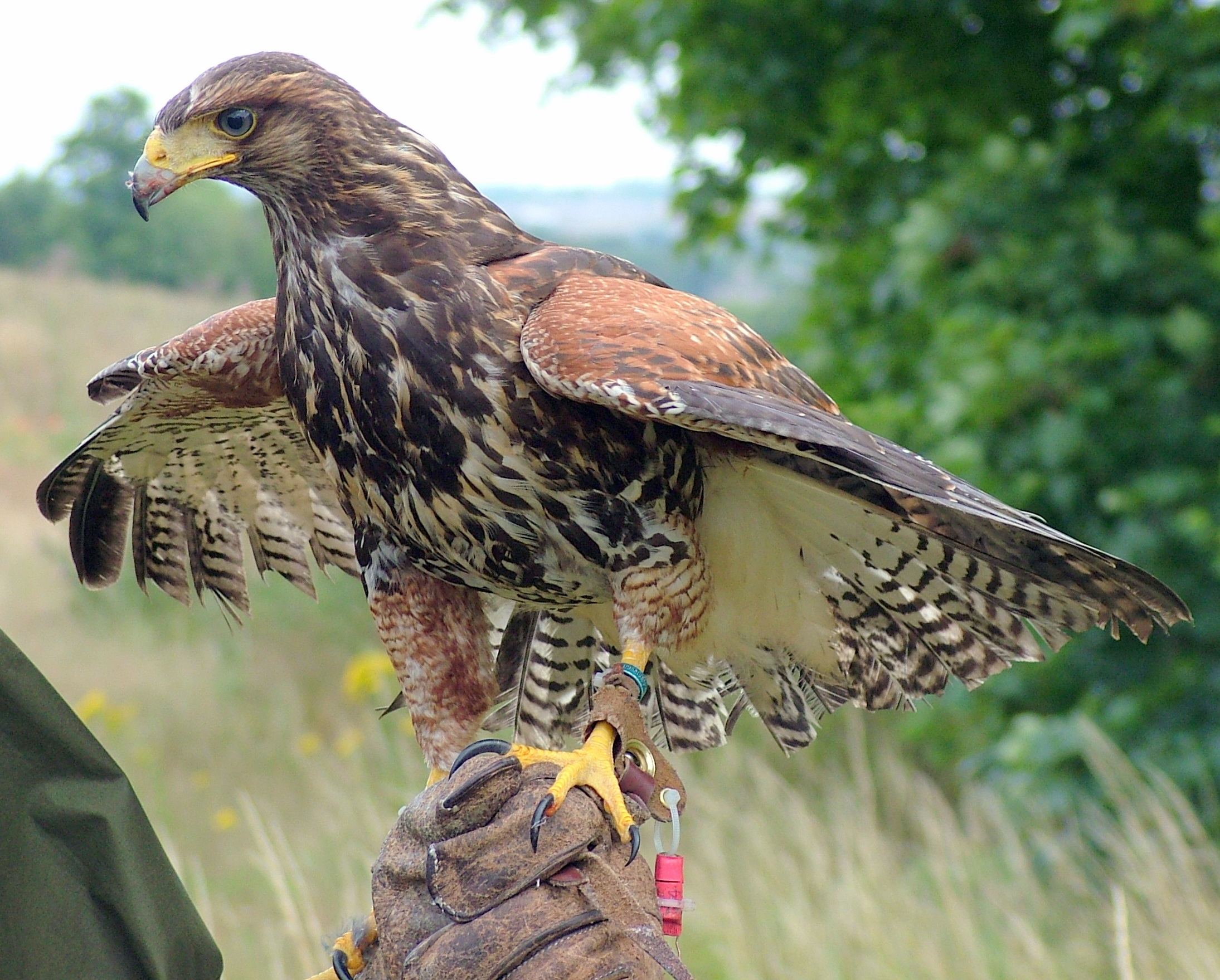
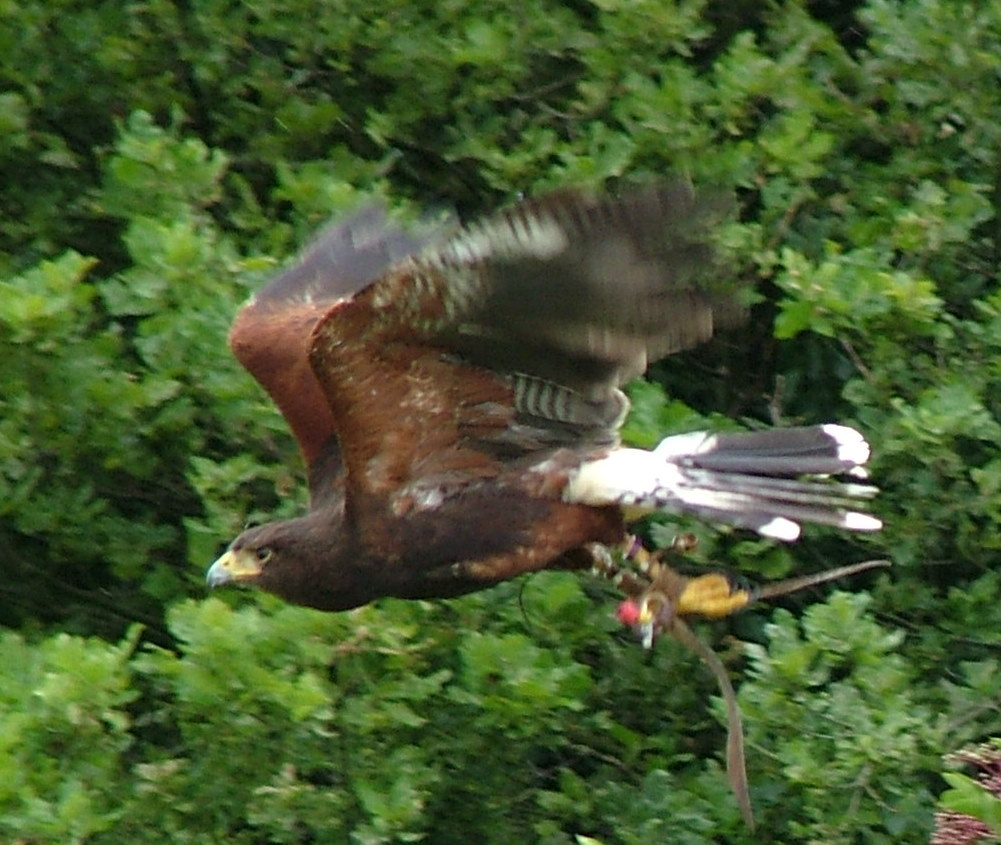
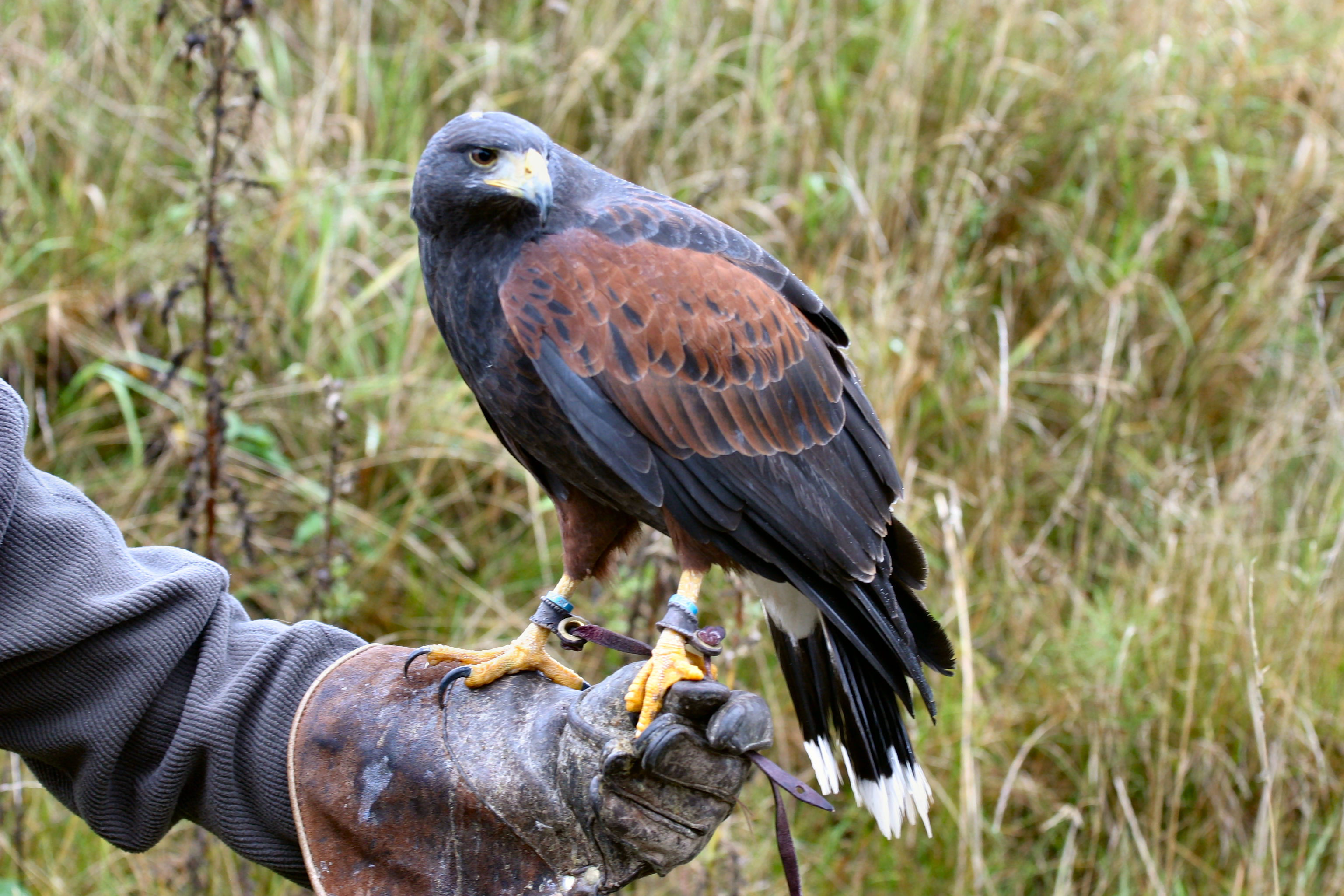